# Black Moon (banda)
Black Moon es un grupo de hip hop originario de Brooklyn (Nueva York, EE. UU.). Compuesto por Buckshot, 5ft y DJ Evil Dee.

## Biografía
Debutaron en 1992, con el lanzamiento del sencillo "Who Got Da Props?". La canción se convirtió rápidamente en un fenómeno underground, entrando en lista de los Billboard Hot 100. Con la ayuda de DJ Chuck Chillout, el grupo consiguió un contrato con Nervous Records para el lanzamiento de su álbum debut Enta Da Stage, lanzado a finales de 1993. El álbum incluyó "Who Got Da Props?", como también los sencillos "How Many MC's...", "Buck Em Down" y "I Got Cha Opin".
El álbum consiguió vender sobre 350.000 copias en Estados Unidos, y ahora es considerado como un clásico del hip hop underground. Después del lanzamiento del álbum el grupo se separó temporalmente. Durante este periodo, DJ Evil Dee continuó su carrera de producción con su grupo Da Beatminerz, y Buckshot formó su propio súper grupo llamado Boot Camp Clik, junto con otros grupos locales de Brooklyn; Smif-N-Wessun, Heltah Skeltah y O.G.C.. Luego de los lanzamientos de los álbumes debuts de Smif-N-Wessun (Dah Shinin'), Heltah Skeltah (Nocturnal) y O.G.C. (Da Storm), Black Moon se reformó en el sello de Buckshot, Duck Down Records.
A finales de 1996, Nervous Records lanzó un álbum compilatorio titulado Diggin' In Dah Vaults, con remixes y b-sides. Después de que el grupo se separara de Nervous Records, Black Moon se enredó en una batalla legal por los derechos de licencia del nombre del grupo, que duró varios años. El caso fue finalmente resuelto en 1998, y pudieron licenciar el nombre a través de Nervous.
En 1999, lanzaron su esperado segundo álbum War Zone, el cual vio un cambio en el estilo musical del grupo, con Buckshot más maduro, con una entrega lírica más seria, y también con una nueva producción de sonido lo-fi por parte de Da Beatminerz. Los sencillos del álbum "Two Turntables & A Mic" y "This Is What It Sounds Like (Worldwind)" generaron un pequeño impacto y a pesar de las ventas decepcionantes, el álbum recibió buenas críticas. 1999 también vio el lanzamiento del álbum debut en solitario de Buckshot, llamado The BDI Thug, que se vio como una decepción mayor. El álbum tuvo muy mediocres críticas y pequeñas ventas. Black Moon y el Boot Camp Clik desaparecieron de la escena del Hip Hop entre 2000 y 2001.
El Boot Camp retorno en 2002 con The Chosen Few, su segundo álbum en grupo, y Black Moon en 2003 con su tercer álbum Total Eclipse. El álbum contó con la canción de gran éxito underground "Stay Real", de la que junto a "This Goes To You", se hicieron videos. Total Eclipse, al igual que sus antecesores, recibió buenas críticas, pero no logró llegar más allá de la audiencia de hip hop underground. Los tres planeaban lanzar otro álbum, pero 5ft fue sentenciado de cuatro a nueve años de prisión el 6 de marzo de 2004, por venta de una sustancia ilegal.
En 2005, Buckshot lanzó un álbum en colaboración con el productor 9th Wonder, titulado Chemistry. En 2006, DJ Evil Dee y su hermano Mr. Walt, lanzaron un mixtape titulado Alter The Chemistry, con las voces de Buckshot y los artistas colaboradores del álbum Chemistry, con beats clásicos de Black Moon.
5ft fue liberado de prisión en 2007, y colaboró con el Boot Camp Clik en la canción "BK All Day", para el álbum Casualties Of War, lanzado ese mismo año. Buckshot en 2008 lanzó su segundo álbum en colaboración con 9th Wonder titulado The Formula.
Actualmente, 5ft está trabajando su álbum debut en solitario.

## Discografía
| Enta Da Stage - Lanzado: 19 de octubre de 1993 - Posición Billboard 200: - - Posición R&B/Hip-Hop: #33 - Singles: "Who Got Da Props?"/"How Many MC's..."/"Ack Like U Want It"/"Buck Em Down"/"I Got Cha Opin"                      |
| Diggin' In Dah Vaults - Lanzado: 29 de octubre de 1996 - Posición Billboard 200: - - Posición R&B/Hip-Hop: #33 - Singles: "How Many Emcees (DJ Evil Dee Remix)"/"I Got Cha Opin (Remix)"/"Buck Em Down (Remix)"                    |
| War Zone - Lanzado: 23 de febrero de 1999 - Posición Billboard 200: #35 - Posición R&B/Hip-Hop: #9 - Singles: "War Zone"/"Two Turntables & A Mic"/"This Is What It Sounds Like (Worldwind)"                                        |
| Total Eclipse - Lanzado: 7 de octubre de 2003 - Posición Billboard 200: - - Posición R&B/Hip-Hop: #47 - Singles: "Stay Real"/"Looking Down The Barrel"/"That'z How It Iz"/"This Goes Out To You"/"Why We Act This Way"/"The Fever" |
| Alter The Chemistry - Lanzado: 26 de septiembre de 2006 - Posición Billboard 200: - - Posición R&B/Hip-Hop: - - Singles: - |

### Posición de los álbumes en las listas
| Año  | Álbum                 | Posición en la lista | Posición en la lista   | Posición en la lista   |                 |
| Año  | Álbum                 | Billboard 200        | Top R&B/Hip Hop Albums | Top Independent Albums | Top Heatseekers |
| 1993 | Enta Da Stage         | -                    | #33                    | -                      | #7              |
| 1996 | Diggin' In Dah Vaults | -                    | #33                    | -                      | #22             |
| 1999 | War Zone              | #35                  | #9                     | -                      | -               |
| 2003 | Total Eclipse         | -                    | #47                    | #23                    | -               |
| 2006 | Alter The Chemistry   | -                    | -                      | -                      | -               |

### Posición de los sencillos en las listas
| Año  | Canción                                   | Posición en la lista | Posición en la lista             | Posición en la lista | Álbum                         |
| Año  | Canción                                   | Billboard Hot 100    | Hot R&B/Hip-Hop Singles & Tracks | Hot Rap Tracks       | Álbum                         |
| 1993 | "Who Got Da Props?"                       | #86                  | #60                              | -                    | Enta Da Stage                 |
| 1993 | "How Many MC's..."                        | -                    | #97                              | #48                  | Enta Da Stage                 |
| 1994 | "Buck Em Down"                            | -                    | #81                              | #17                  | Enta Da Stage                 |
| 1994 | "I Got Cha Opin (Remix)"                  | #93                  | #55                              | #15                  | Diggin' In Dah Vaults         |
| 1996 | "How Many Emcees (DJ Evil Dee Remix)"     | -                    | -                                | #32                  | Diggin' In Dah Vaults         |
| 1999 | "Two Turntables & A Mic"                  | -                    | #82                              | -                    | War Zone                      |
| 1999 | "This Is What It Sounds Like (Worldwind)" | -                    | -                                | #13                  | War Zone                      |
| 1999 | "Jump Up"                                 | -                    | -                                | #24                  | Duck Down Presents: The Album |
| 2003 | "Stay Real"                               | -                    | #64                              | -                    | Total Eclipse                 |

## Filmografía
- Behind The Moon (2004)